# Orthonops overtus
Orthonops overtus is een spinnensoort in de taxonomische indeling van de Caponiidae.
Het dier behoort tot het geslacht Orthonops. De wetenschappelijke naam van de soort werd voor het eerst geldig gepubliceerd in 1924 door Ralph Vary Chamberlin.